# Atributo geométrico

## A

### Acanalado
Se dice de una pieza o de una partición cuyos bordes son guarnecidos de pequeños dientes cóncavos, como el canalado pero más fino.
"De azur, sembrado de flores de lis de oro, a la bordura acanalada de gules, que es de Berry" (antiguo).

### Almenada
Se dice de una pieza cuya parte superior está recortada por almenas.

Cuando es la parte inferior, se habla de bastillada. Cuando los dos bordes están almenados, se habla de bretesada.

### Almenada-muescada
Se dice de una pieza cuya parte superior está recortada por almenas en forma de cola de milano.

### Ancorada
Modificación de una pieza longilínea (cruz), terminándose en forma de áncoras. También es definido como anclada. "Una cruz ancorada de plata sobre un campo cortado de oro y de azur, que es del principado de Gradisca".

### Angulada
- Provista de puntos o de flamas movedizas de los ángulos del escudo.
- Cruz, aspa o sotuer de cuyos ángulos salen otras figuras.

### Anillado
Se utiliza únicamente para las piezas, pero principalmente para la cruz cuyas extremidades están curvadas en gancho. Ciertos autores exigen también la presencia de un agujero cuadrado en su centro. Se parece mucho a la cruz ancorada, pero esta última tiene las extremidades recorvadas agudas contrariamente al anillado.

### Arqueada
Califica al palo cuando está curvado, a diestra o siniestra. "De plata a un palo de gules arcado a siniestra".

### Asada
Cruz provista de un asa. De plata a una cruz egipcia de gules.

## B

### Barbada
- Con las extremidades en forma de barba.
- Se refiere a la cabeza humana o animal con barba de diferente esmalte que el resto de la figura.

### Bastillada
Se dice de una pieza cuya parte inferior está recortado por almenas.

Cuando es la parte superior, se dice que está almenado. Cuando los dos bordes están almenados, se habla de bretesado.

### Bordada
Modificación de una pieza que consiste en rodear con una bordura de color diferente. Es sinónimo de fileteado. "Cruz de plata bordada de gules".

### Bretesada
Calificada una pieza cuyos dos bordes paralelos están almenados, simétricamente.
Contra-bretesada: califica una pieza cuyos dos bordes están almenados, los merlones están frente a las almenas.

### Brisada
- Modificación o cambio en el blasón realizado para diferenciar diferentes miembros del mismo linaje.
- Figura que ha estado cortada un trozo de la parte inferior o que está rota.
- Chevron o cabrio con la punta separada o rota en ángulo recto.

## C

### Canalada
Se dice de una pieza cuyos bordes presentan acanaladuras, escotes en forma de creciente cuyas puntas están dirigidas hacia el interior (el borde está escotado cuando las puntas están dirigidas hacia el exterior). "Cortado canalado de plata y de gules".
Contra-canalada: pieza cuyos dos bordes presentan acanaladuras alternadas, las puntas de un lado haciendo frente a los vientres del otro.

### Centellada
- Se dice de las piezas longilíneas (cruz, faja...) que tienen sus extremidades en punta. De plata a la faja centellada de gules.
- Se emplea también para una herramienta, cuyo hierro es de un color particular (hacha de plata centellada de oro).

### Contra-
Prefijo, frente a una modificación de bordes (canalado, bretesado...) significa que los dos bordes de la pieza están bordados de lo mismo, pero alternados de un lado y del otro (y no simétricamente).
El prefijo no se aplica más que a los motivos cuya amplitud es débil o que no pueden interpenetrarse. En el caso contrario, los motivos están alternados de una parte y de la otra, como si la pieza misma tomara la forma correspondiente.

### Cramponado
Cuando las extremidades terminan en crampones. La cruz suavástica es simétrica a la cruz gamada.

### Cruz de Tolosa o del Languedoc
Cruz cuyas extremidades están en forma de llave antigua, es decir a la vez paté y centelleadas, lo que forma tres ángulos en total. Una cruz de Tolosa está despejada de cualquier otra pieza ya que sus extremidades deben ser visibles. El caso más célebre de una cruz de Tolosa es, precisamente la del Languedoc (de la cual toma su otro nombre): "de gules a la cruz de Languedoc, vacía y pometada de oro".

## D

### Danchada
En práctica solamente se refiere a las piezas que terminan en forma aguda de diente, a veces se emplea como sinónimo de dantelado. En teoría, el danchado presenta dientes más grandes que el dantelado, pero la distinción es prácticamente imposible.

### Dantelada
Califica una pieza cuyos bordes están bordados de pequeños dientes triangulares. "Partido dantelado de plata y de gules".
Las piezas honorables danteladas de un solo lado se llaman hojas de sierra, que pueden estar puestas en banda, en faja o en barra, las puntas hacia abajo (en el caso contrario, se precisa que tiene los dientes hacia el jefe). "De plata a una hoja de sierra de gules".

### Denticulada
Califica al escudo cuyos bordes están bordados de pequeñas almenas, sobre todo el perímetro (salvo especificación contraria). Teóricamente, el denticulado se compondría canónicamente de catorce piezas, pero este número parece nunca haber sido respetado. "De plata denticulado de gules".

### Desmochada
Cortada en la cima.

### Disminuida
En la descripción teórica de la lengua heráldica, pieza cuya longitud está realmente reducida. Este término no es normalmente utilizada para blasonar.

## E

### Echado
Se dice del chevrón que tiene la punta orientada a diestra (se dice echado contornado cuando está a siniestra). Ver chevrón. "De plata a un chevrón echado de gules".

### Ecotada
Se dice de las piezas cuyos bordes modificados forman almenas oblicuas, o en dientes de sierra, que recuerdan las ramas cortadas del tronco. Cuando los troncos están alternados, se tiene el contra-ecotado.

### Encabada
Indica que la empuñadura de una herramienta o de un arma es de un color diferente.

### Encendido
Ver el atributo de las piezas que tienen ojos "encendidos" de un color particular.

### Engrelado
Se dice de una pieza o partición cuyos bordes están revestidos de pequeños dientes de lados cóncavos, como ondulados, pero más finos.
De azur, sembrado de flores de lis de oro, a la bordura acanalada de gules, que es de Berry" (antiguo).

### Enguichada
Califica un cuerno cuyo cordón es de color diferente a aquel del cuerpo.

### Entado
O "ondado entado". Líneas curvas sinusoidales, cuya amplitud es muy marcada. "Entado de plata y de gules de seis piezas". Las ondulaciones más pequeñas se llaman "ondadas", cuando la ondulación está insertada, se trata de un "nebulado".

### Entretenida
Dos figuras iguales que se entrelazan.

### Escotada
Se dice de las piezas cuyos bordes presentan dentelladas recortadas en forma de creciente, las puntas dirigidas hacia el exterior (el borde está canalado cuando las puntas están dirigidas en el otro sentido). "Cortado escotado de plata y de gules".

## F

### Fallida
Pieza a la que le falta la mitad, ya sea a diestra o a siniestra.

### Fijada
Se dice del palo, o del pie de una cruz, o de una pieza vertical cuya parte inferior tiene forma de punta. "De azur a la cruz paté fijada de oro, que es de Aragón" (antiguo). (Una cruz fijada está necesariamente despejada).

### Flamulada
Pieza representada en forma ondulada y acabada en punta. "Escudo losanjado: de sinople, una espada flamulada de oro, embellecida de argén acostada de una flor de lis de argén a la diestra y de 2 llaves pasadas en sotuer con los dientes encima y mirando hacia fuera, la de oro en banda por encima de la de argén en barra a la siniestra, y acompañada en la punta de una faja ondada de azur, fileteada de argén. Por timbre una corona mural de pueblo."

### Flambante
Se dice ocasionalmente de las piezas longilíneas, terminadas en forma de flama.

### Flameante
- Flameante se dice de un mueble (carbón, hoguera) que posee una flama.
- Banda, palo y barra que se representan en forma de llamas.
- Espada llameante de fuego que apunta la hoja en dirección a la punta del escudo.

### Florada
Modificación de una cruz o de una pieza extendida consistente en terminar por un botón de flor. "De plata a la cruz florada de gules". Igualmente, modificación de una pieza longilínea, consistente a bordarla de una hilera de botones de flores. "De gules a una banda recortada de dos cotizas floradas de plata, que es de la baja-Alsacia". Cuando las flores están en el interior, se dice contra-florado. Se dice también floreteado. Cuando la flor está abierta, la misma disposición da el flordelisado.

### Flordelisada
Se dice de las piezas con las extremidades en forma de flores de lis, o bordeados de flores de lis. Cuando las flores de lis son interiores, se dice contra-flordelisado.

## G

### Gamada
Pieza (normalmente una cruz) que se termina como la letra griega gama, es decir codada hacia la derecha. "De plata a la cruz gamada de gules". Es una figura hindú, llamada esvástika en este sentido y sauvástika cuando la rotación es en el sentido contrario.
El emblema de la siniestra, retenido por el partido nacional-socialista alemán no es una cruz, sino es más exactamente "de gules a un besante de plata cargado de un sotuer gamado de sable".de sable».

## H

### Horconada
Se dice de las piezas longilíneas terminadas por dos puntas, que le dan vagamente la especia de una horquilla (más bien de un tenedor para caracoles). "De plata a la cruz horconada de gules". (No confundir con bifurcado, atributo del pie de la cruz).

## N

### Nebulado
Corresponde a un borde fuertemente ondulado, cuyas ondulaciones se introducen en la otra parte del corte, resultando que ambos lados estén enclavados en el otro. "Cortado nebulado de plata y de gules".
Cuando las ondas no se introducen en el otro lado, se dice simplemente "ondado".

## O

### Ondado
Califica a una pieza cuyos bordes están recortados en sinuosidades cóncavas y convexas que parecen olas. "De oro a tres fajas ondadas de azur, que es de Agde".
La amplitud de las sinuosidades deben ser inferiores a la longitud de una faja.

### Orlada
Bordura de una pieza heráldica, que no toca los bordes del escudo. Cruz de plata orlada de gules.

## P

### Paté o patada
Modificación de una pieza longilínea (cruz), cuyas extremidades van en aumento: Cruz paté o patada.
De plata a la cruz paté de gules, que es de Comminges.
La cruz en "patas de elefantes" de Comminges ha sido incorrectamente dibujada con patas en forma de herraduras reagrupándose, el fondo no aparece más que bajo la forma de cuatro figuras en forma de almendras, llamadas para la ocasión otelos.
En la heráldica del imperio francés, los arzobispos portaban un franco cuartel (de azur para los condes, de gules para los barones) cargados de una cruz paté de oro.
Una pieza paté no está necesariamente despejada, pero está frecuentemente sobrentendido: "de gules a la cruz paté de plata, que es de Vladimir".

### Potenzada
Califica una pieza cuyas extremidades se terminan en forma de T. La "cruz potenzada" se llama "cruz de Jerusalén" si aparece cantonada de cuatro crucetas, por su uso en las armas del Reino de Jerusalén.

## R

### Ranversado
Sinónimo de versado.

### Recortada
- Se dice de una pieza honorable recortada y que no toca los bordes del escudo sea por una extremidad, sea por todas (lo que es propio de los muebles). La cruz recortada juega así el rol de mueble. De plata a la cruz recortada de gules.

- El recortado puede también definir una pieza que no es del mismo color en toda su longitud. El intervalo recortado también está llenado de un color diferente. De plata a la faja de gules recortada de azur.

### Recrucetada
Modificación de una cruz consistente de cruzar cada una de sus extremidades por una pequeña cruz. "De plata a la cruz recrucetada de gules"

### Resarcetado
Modificación de una pieza, bordándola de un filo del mismo color. Raro. "De plata a la cruz resarcetada de gules"

## T

### Trebolado
Modificación de una pieza longilínea (cruz), terminándose en pequeños tréboles.

## V

### Virolado
Califica una trompeta cuya virola es de color diferente de aquel del cuerpo (una virola es un pequeño anillo de metal plano puesto cerca de la desembocadura o del pabellón de un cuerno).
- Datos: Q1088910
- Multimedia: Lines in heraldry / Q1088910